# Balsapuerto (distrito)
O Distrito peruano de Balsapuerto é um dos seis distritos que formam a Província de Alto Amazonas, situada no Departamento de Loreto, pertencente a Região Loreto, Peru.
A partir de uma visão hierárquica da Igreja Católica faz parte do Vicariato Apostólico de Yurimaguas, também conhecido como o Vicariato Apostólico de San Gabriel do Sorrowful Maranon.

## Transporte
O distrito de Balsapuerto é servido pela seguinte rodovia:
- LO-108, que liga o distrito à cidade de Yurimaguas[1][2][3]